# Pelenių kaimo apylinkės
Pelenių kaimo apylinkės este o arie protejată (arie specială de conservare — SAC, sit de importanță comunitară — SCI) din Lituania întinsă pe o suprafață de 47 ha, integral pe uscat.

## Localizare
Centrul sitului Pelenių kaimo apylinkės este situat la coordonatele 54°26′55″N 23°05′07″E / 54.4486°N 23.0853°E.

## Înființare
Situl Pelenių kaimo apylinkės a fost declarat sit de importanță comunitară în noiembrie 2006 pentru a proteja 1 specie de animale. Situl a fost protejat și ca arie specială de conservare în ianuarie 2021.

## Biodiversitate
Situată în ecoregiunea boreală, aria protejată conține 2 habitate naturale: Pajiști uscate seminaturale și facies de acoperire cu tufișuri pe substraturi calcaroase (Festuco-Brometalia) (* situri importante pentru orhidee), Mlaștini turboase de tranziție și turbării mișcătoare.
La baza desemnării sitului se află o specie protejată de  nevertebrate: fluturele purpuriu (Lycaena dispar).
Pe lângă speciile protejate, pe teritoriul sitului au mai fost identificate 1 specie de nevertebrate.